# Golden State Warriors 2007-2008
La stagione 2007-08 dei Golden State Warriors fu la 59ª nella NBA per la franchigia.
I Golden State Warriors arrivarono terzi nella Pacific Division della Western Conference con un record di 48-34, non qualificandosi per i play-off.

## Risultati
| Squadra               | V  | P  | %    | GB |
| --------------------- | -- | -- | ---- | -- |
| Los Angeles Lakers    | 57 | 25 | 69,5 | –  |
| Phoenix Suns          | 55 | 27 | 67,1 | 2  |
| Golden State Warriors | 48 | 34 | 58,5 | 9  |
| Sacramento Kings      | 38 | 44 | 46,3 | 19 |
| Los Angeles Clippers  | 23 | 59 | 28,0 | 34 |

## Roster
| N° | Naz.                    | Ruolo | Sportivo         | Anno | Alt. | Peso \|\| |
| -- | ----------------------- | ----- | ---------------- | ---- | ---- | --------- |
| 1  | Stati Uniti (bandiera)  | A     | Stephen Jackson  | 1978 | 203  | 99        |
| 2  | Francia (bandiera)      | GA    | Mickaël Piétrus  | 1982 | 198  | 98        |
| 3  | Stati Uniti (bandiera)  | A     | Al Harrington    | 1980 | 206  | 104       |
| 4  | Stati Uniti (bandiera)  | AC    | Chris Webber     | 1973 | 206  | 111       |
| 5  | Stati Uniti (bandiera)  | G     | Baron Davis      | 1979 | 191  | 95        |
| 6  | Stati Uniti (bandiera)  | G     | Troy Hudson      | 1976 | 185  | 77        |
| 7  | Nigeria (bandiera)      | G     | Kelenna Azubuike | 1983 | 196  | 100       |
| 8  | Stati Uniti (bandiera)  | G     | Monta Ellis      | 1985 | 191  | 79        |
| 12 | Gabon (bandiera)        | A     | Stéphane Lasme   | 1982 | 203  | 98        |
| 15 | Lettonia (bandiera)     | C     | Andris Biedriņš  | 1986 | 211  | 109       |
| 18 | Italia (bandiera)       | G     | Marco Belinelli  | 1986 | 196  | 87        |
| 19 | Serbia (bandiera)       | C     | Kosta Perović    | 1985 | 218  | 109       |
| 22 | Stati Uniti (bandiera)  | A     | Matt Barnes      | 1980 | 201  | 107       |
| 23 | Stati Uniti (bandiera)  | G     | C.J. Watson      | 1984 | 188  | 82        |
| 26 | Stati Uniti (bandiera)  | C     | Patrick O'Bryant | 1986 | 213  | 118       |
| 28 | RD del Congo (bandiera) | C     | D.J. Mbenga      | 1980 | 213  | 111       |
| 32 | Stati Uniti (bandiera)  | A     | Brandan Wright   | 1987 | 206  | 93        |
| 44 | Stati Uniti (bandiera)  | A     | Austin Croshere  | 1975 | 206  | 107       |

## Staff tecnico
- Allenatore: Don Nelson
- Vice-allenatori: Travis Schlenk, Larry Riley, Keith Smart, Stephen Silas, Russell Turner, Sidney Moncrief
- Preparatore atletico: Tom Abdenour
- Assistente preparatore atletico: Frank Bernard
- Direttore dello sviluppo atletico: Mark Grabow
- Preparatore fisico: John Murray
- Assistente allo sviluppo atletico: Rico Hines